# Nemzeti Bajnokság I
Nemzeti Bajnokság I., Campionatul Național I (pe scurt NB I), momentan numită Fizz Liga după sponsorul principal, este cea mai importantă competiție din sistemul fotbalistic din Ungaria. 

## Clasamentul UEFA
Coeficientul UEFA pe 2025
- 21  (21)  Prva HNL
- 22  (22)  SuperLiga Serbiei
- 23  (24)  Nemzeti Bajnokság I
- 24  (27)  Superliga Slovaciei
- 25  (25)  SuperLiga României

## Format
Douăsprezece echipe concurează în ligă, jucându-se de trei ori, o dată acasă, o dată în deplasare, iar al treilea meci se joacă pe stadionul la care nu s-a jucat ultimul meci. La finalul sezonului, echipa de top intră în tururile de calificare pentru UEFA Champions League, echipele de pe locurile doi și trei avansează în fazele preliminare ale Ligii Conferinței, în timp ce câștigătoarea Cupei Ungariei avansează în fazele preliminare ale Ligii Europa. Ultimele două cluburi sunt retrogradate în Nemzeti Bajnokság II, liga de nivel doi, pentru a fi înlocuite de câștigătoarea și vicecampioana NB II.

## Istoria

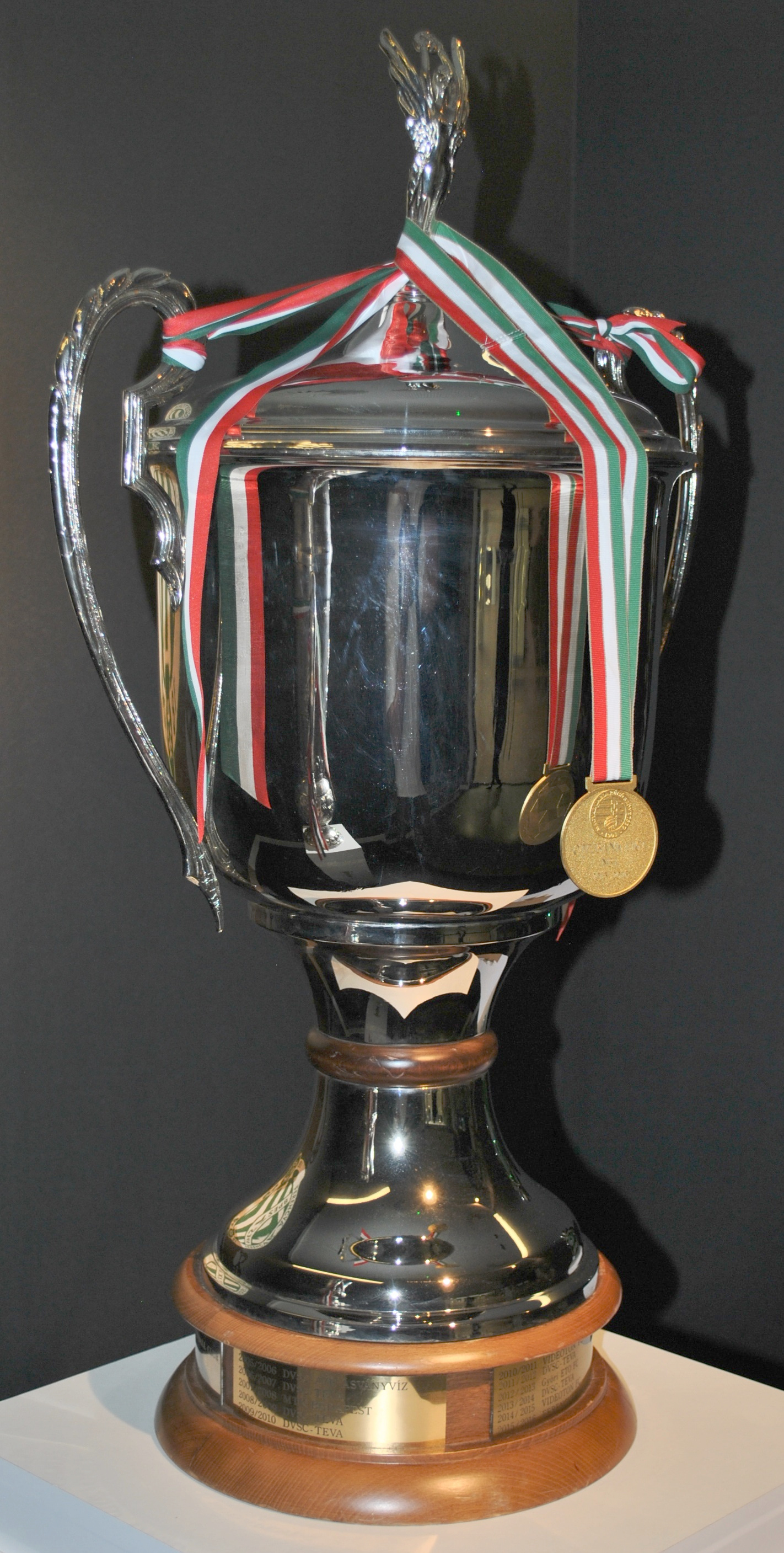
Trofeul NB1, 2016.

Primul campionat din 1901 a fost disputat de BTC, MUE, FTC, Műegyetemi AFC și Budapesti SC, acesta din urmă câștigând campionatul. Deși primele două campionate au fost câștigate de Budapesti TC, celelalte titluri din acel deceniu au fost câștigate de FTC și MTK.
În anii 1910 și 1920, campionatul a fost dominat de Ferencváros și MTK.
În anii 1930, rivalitatea dintre Ferencváros și MTK Budapesta sa extins cu un alt club, Újpest FC (la acea vreme nu făcea parte din Budapesta).
În anii 1940, Csepel a putut câștiga primul său titlu, care a fost urmat de alte două titluri în 1942 și 1943.
În timpul celui de-al doilea război mondial, nu au existat întreruperi în liga maghiară. Datorită extinderii teritoriilor țării, noi cluburi, din noile orașe pe care le avea Ungaria, au putut reintra în ligă precum Oradea și Cluj, ambele aflate în prezent în România. CA Oradea a câștigat titlul în sezonul 1943-44, marcând prima dată când liga maghiară a fost câștigată de o echipă din afara Budapestei de la înființarea ligii. A doua jumătate a anilor 1940 a fost dominată de Újpest prin câștigarea campionatului în 1945, 1946 și 1947.
În anii 1950, dominația Ferencváros și MTK a slăbit de apariția lui Honvéd cu jucători precum Puskás, Bozsik, Czibor și Budai. Honvéd a câștigat campionatul de cinci ori.
Vasas a câștigat patru titluri în anii 1960 (1960–61, 1961–62, 1965 și 1966). În timp ce Újpest a dominat anii 1970, câștigând șapte titluri.
În 1982, Győr a câștigat campionatul devenind a doua echipă din afara Budapestei care a câștigat liga maghiară (după CA Oradea). Győr a repetat triumful în anul următor, în 1983. Cu toate acestea, anii 1980 au fost dominați de Honvéd, care și-a sărbătorit a doua perioadă de glorie în anii 1980.
Din cauza prăbușirii comunismului, cluburile de fotbal maghiare au pierdut sprijinul statului. Prin urmare, multe cluburi s-au confruntat cu probleme financiare ale căror efecte sunt încă prezente în fotbalul maghiar. Cu toate acestea, anii 1990 au fost încă dominați de cluburile „tradiționale” ale campionatelor precum Ferencváros, MTK și Újpest.
În anii 2000, noi cluburi au devenit campioane, în principal din Ungaria rurală. În 2002, Zalaegerszeg lui Bozsik a câștigat campionatul. Debrețin a câștigat liga maghiară în 2005, 2006, 2007, 2009 și 2010. 
Dominația cluburilor rurale a continuat în anii 2010. În 2011 și 2015 Videotonul lui Székesfehérvár a câștigat campionatul. În 2013, Győr și în 2014, Debrețin a câștigat din nou titlul Ligii Ungare.

## Echipele sezonului 2025/2026
| Club                  | Stadionul                                |
| --------------------- | ---------------------------------------- |
| Debreceni VSC         | Nagyerdei Stadion, Debrecen              |
| Ferencvárosi TC       | Groupama Arena, Budapesta                |
| Győri ETO FC          | ETO Park, Győr                           |
| Kisvárda FC           | Várkerti Stadion, Kisvárda               |
| MTK Budapesta FC      | Stadionul Hidegkuti Nándor, Budapesta    |
| Paksi FC              | Fehérvári úti Stadion, Paks              |
| Újpest FC             | Stadionul Szusza Ferenc, Budapesta       |
| Zalaegerszegi TE      | ZTE Aréna, Zalaegerszeg                  |
| Diósgyőri VTK         | Stadionul DVTK, Miskolc                  |
| Nyíregyháza Spartacus | Városi Stadion, Nyíregyháza              |
| Kazincbarcikai SC     | Stadionul Mezőkövesdi Városi, Mezőkövesd |
| Puskás Akadémia FC    | Pancho Aréna, Felcsút                    |

## Campioane
| - 1901 : Budapesta Torna Club - 1902 : Budapesta TC - 1903 : Ferencváros - 1904 : MTK Budapesta - 1905 : Ferencváros - 1906/07 : Ferencváros - 1907/08 : MTK Budapesta - 1908/09 : Ferencváros - 1909/10 : Ferencváros - 1910/11 : Ferencváros - 1911/12 : Ferencváros - 1912/13 : Ferencváros - 1913/14 : MTK Budapesta - 1914/16 : - 1916/17 : MTK Budapesta - 1917/18 : MTK Budapesta - 1918/19 : MTK Budapesta - 1919/20 : MTK Budapesta - 1920/21 : MTK Budapesta - 1921/22 : MTK Budapesta - 1922/23 : MTK Budapesta - 1923/24 : MTK Budapesta - 1924/25 : MTK Budapesta - 1925/26 : Ferencváros - 1926/27 : Ferencváros - 1927/28 : Ferencváros | - 1928/29 : MTK Budapesta - 1929/30 : Újpest - 1930/31 : Újpest - 1931/32 : Ferencváros - 1932/33 : Újpest - 1933/34 : Ferencváros - 1934/35 : Újpest - 1935/36 : MTK Budapesta - 1936/37 : MTK Budapesta - 1937/38 : Ferencváros - 1938/39 : Újpest - 1939/40 : Ferencváros - 1940/41 : Ferencváros - 1941/42 : WMFC Csepel - 1942/43 : WMFC Csepel - 1943/44 : CA Oradea - 1944/45 : Újpest - 1945/46 : Újpest - 1946/47 : Újpest - 1947/48 : WMFC Csepel - 1948/49 : Ferencváros - 1949/50 : Budapest Honvéd - 1950 : Budapest Honvéd - 1951 : MTK Budapesta - 1952 : Budapest Honvéd - 1953 : MTK Budapesta | - 1954 : Budapest Honvéd - 1955 : Budapest Honvéd - 1956 : - 1957 : Vasas S.C. - 1957/58 : MTK Budapesta - 1958/59 : WMFC Csepel - 1959/60 : Újpest - 1960/61 : Vasas S.C. - 1961/62 : Vasas S.C. - 1962/63 : Ferencváros - 1963 : Gyõr F.C. - 1964 : Ferencváros - 1965 : Vasas S.C. - 1966 : Vasas S.C. - 1967 : Ferencváros - 1968 : Ferencváros - 1969 : Újpest - 1970 : Újpest - 1970/71 : Újpest - 1971/72 : Újpest - 1972/73 : Újpest - 1973/74 : Újpest - 1974/75 : Újpest - 1975/76 : Ferencváros - 1976/77 : Vasas S.C. - 1977/78 : Újpest - 1978/79 : Újpest | - 1979/80 : Budapest Honvéd - 1980/81 : Ferencváros - 1981/82 : Gyõr F.C. - 1982/83 : Gyõr F.C. - 1983/84 : Budapest Honvéd - 1984/85 : Budapest Honvéd - 1985/86 : Budapest Honvéd - 1986/87 : MTK Budapesta - 1987/88 : Budapest Honvéd - 1988/89 : Budapest Honvéd - 1989/90 : Újpest - 1990/91 : Budapest Honvéd - 1991/92 : Ferencváros - 1992/93 : Budapest Honvéd - 1993/94 : Vác F.C. - 1994/95 : Ferencváros - 1995/96 : Ferencváros - 1996/97 : MTK Budapesta - 1997/98 : Újpest | - 1998/99 : MTK Budapesta - 1999/00 : Dunaferr FC - 2000/01 : Ferencváros - 2001/02 : Zalaegerszeg - 2002/03 : MTK Budapesta - 2003/04 : Ferencváros - 2004/05 : Debrecen - 2005/06 : Debrecen - 2006/07 : Debrecen - 2007/08 : MTK Budapesta - 2008/09 : Debrecen - 2009/10 : Debrecen - 2010/11 : Videoton - 2011/12 : Debrecen - 2012/13 : Győr FC - 2014–15: Fehérvár (as Videoton) (2) - 2015–16: Ferencváros (29) - 2016–17: Honvéd (14) - 2017–18: Fehérvár (as Videoton) (3) - 2018–19: Ferencváros (30) - 2019–20: Ferencváros (31) - 2020–21: Ferencváros (32) - 2021–22: Ferencváros (33) - 2022-23: Ferencváros (34) - 2023-24: Ferencváros (35) - 2024-25: Ferencváros (36) |

## Număr titluri câștigate
| Club         | Titluri | Sezoane câștigătoare |
| ------------ | ------- | --- |
| Ferencváros  | 36      | 1903, 1905, 1906–07, 1908–09, 1909–10, 1910–11, 1911–12, 1912–13, 1925–26, 1926–27, 1927–28, 1931–32, 1933–34, 1937–38, 1939–40, 1940–41, 1948–49, 1962–63, 1964, 1967, 1968, 1975–76, 1980–81, 1991–92, 1994–95, 1995–96, 2000–01, 2003–04, 2015–16, 2018–19, 2019–20, 2020–21, 2021–22, 2022–23, 2023–24, 2024–25 |
| MTK          | 23      | 1904, 1907–08, 1903–14, 1916–17, 1917–18, 1918–19, 1919–20, 1920–21, 1921–22, 1922–23, 1923–24, 1924–25, 1928–29, 1935–36, 1936–37, 1951, 1953, 1957–58, 1986–87, 1996–97, 1998–99, 2002–03, 2007–08 |
| Újpest       | 20      | 1929–30, 1930–31, 1932–33, 1934–35, 1938–39, 1945, 1945–46, 1946–47, 1959–60, 1969, 1970, 1970–71, 1971–72, 1972–73, 1973–74, 1974–75, 1977–78, 1978–79, 1989–90, 1997–98 |
| Honvéd ±     | 14      | 1949–50 (I), 1950 (II), 1952, 1954, 1955, 1979–80, 1983–84, 1984–85, 1985–86, 1987–88, 1988–89, 1990–91, 1992–93, 2016–17 |
| Debrecen     | 7       | 2004–05, 2005–06, 2006–07, 2008–09, 2009–10, 2011–12, 2013–14 |
| Vasas        | 6       | 1957, 1960–61, 1961–62, 1965, 1966, 1976–77 |
| Győr *       | 4       | 1963, 1981–82, 1982–83, 2012–13 |
| Csepel       | 4       | 1942, 1943, 1947–48, 1958–59 |
| Fehérvár     | 3       | 2010–11, 2014–15, 2017–18 |
| BTC †        | 2       | 1901, 1902 |
| Vác          | 1       | 1993–94 |
| CA Oradea ‡  | 1       | 1944 |
| Dunaferr     | 1       | 1999–2000 |
| Zalaegerszeg | 1       | 2001–02 |

Note:
- † Dizolvat înainte de al Doilea Război Mondial
- ‡ Echipa din Oradea, care acum se află în România
- * Include Rába Vasas ETO Győr, Győri Vasas ETO
- ± Trofeul campionatului din 1956-57 ar fi revenit lui Honvéd, dar rezultatele campionatului au fost anulate din cauza revoluție.

### Regiuni
| Nr. | Regiunea              | Titluri | Cluburi                                                                                 |
| --- | --------------------- | ------- | --------------------------------------------------------------------------------------- |
| 1.  | Budapesta             | 97      | Ferencváros (34) MTK (23) Újpest (20) Honvéd (13) Vasas (6) Csepel (4) Budapesta TC (2) |
| 2.  | Nordul Marii Câmpii   | 6       | Debrecen (6) CAO/NAC(1)                                                                 |
| 3.  | Transdanubia de Vest  | 5       | Győr (4) Zalaegerszeg (1)                                                               |
| 4.  | Transdanubia Centrală | 2       | Dunaferr FC (1) Videoton (1)                                                            |
| 5.  | Ungaria Centrală      | 1       | Vác (1)                                                                                 |

- Echipele îngroșate evoluează și acum în Nemzeti Bajnokság I.

## Arbitrii notabili

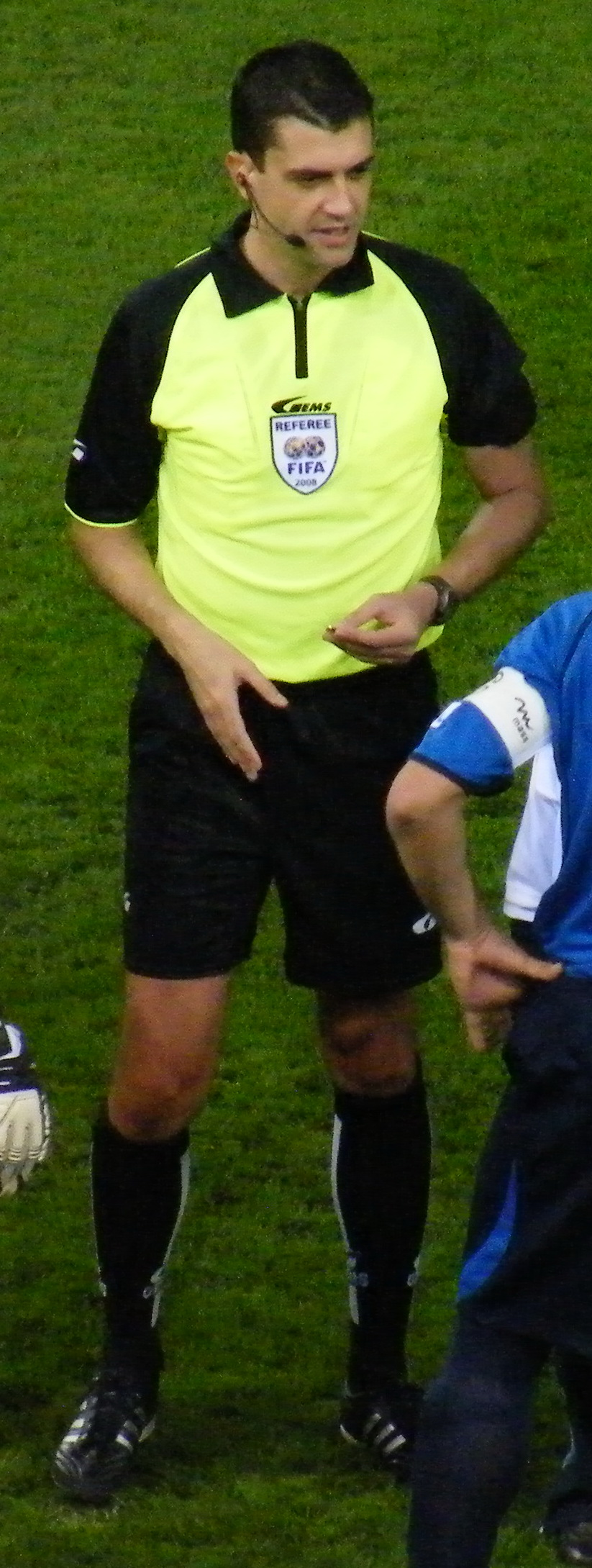
Viktor Kassai in 2008.

Campionatul Maghiar are 3 arbitrii foarte cunoscuți internațional. Sándor Puhl, care a arbitrat finala Campionatului Mondial 1994, a arbitrat în Campionatul Maghiar între anii 1984 și 2000. Acum cel mai cunoscut arbitru maghiar este Viktor Kassai, care a arbitrat Finala Ligii Campionilor 2011.

### Arbitri notabili
| Nationality | Name of the referee | Achievements                                                                                                 |
| ----------- | ------------------- | --- |
| Ungaria     | Károly Palotai      | Finala Campionatului European 1976 Finala Campionatului European 1981 Finala Cupei Campionilor Europeni 1979 |
| Ungaria     | Sándor Puhl         | Finala Ligii Campionilor 1997 Finala Campionatului Mondial 1994                                              |
| Ungaria     | Viktor Kassai       | Finala Ligii Campionilor 2011 Finala Jocurilor Olimpice de vară din 2008                                     |